# Promega

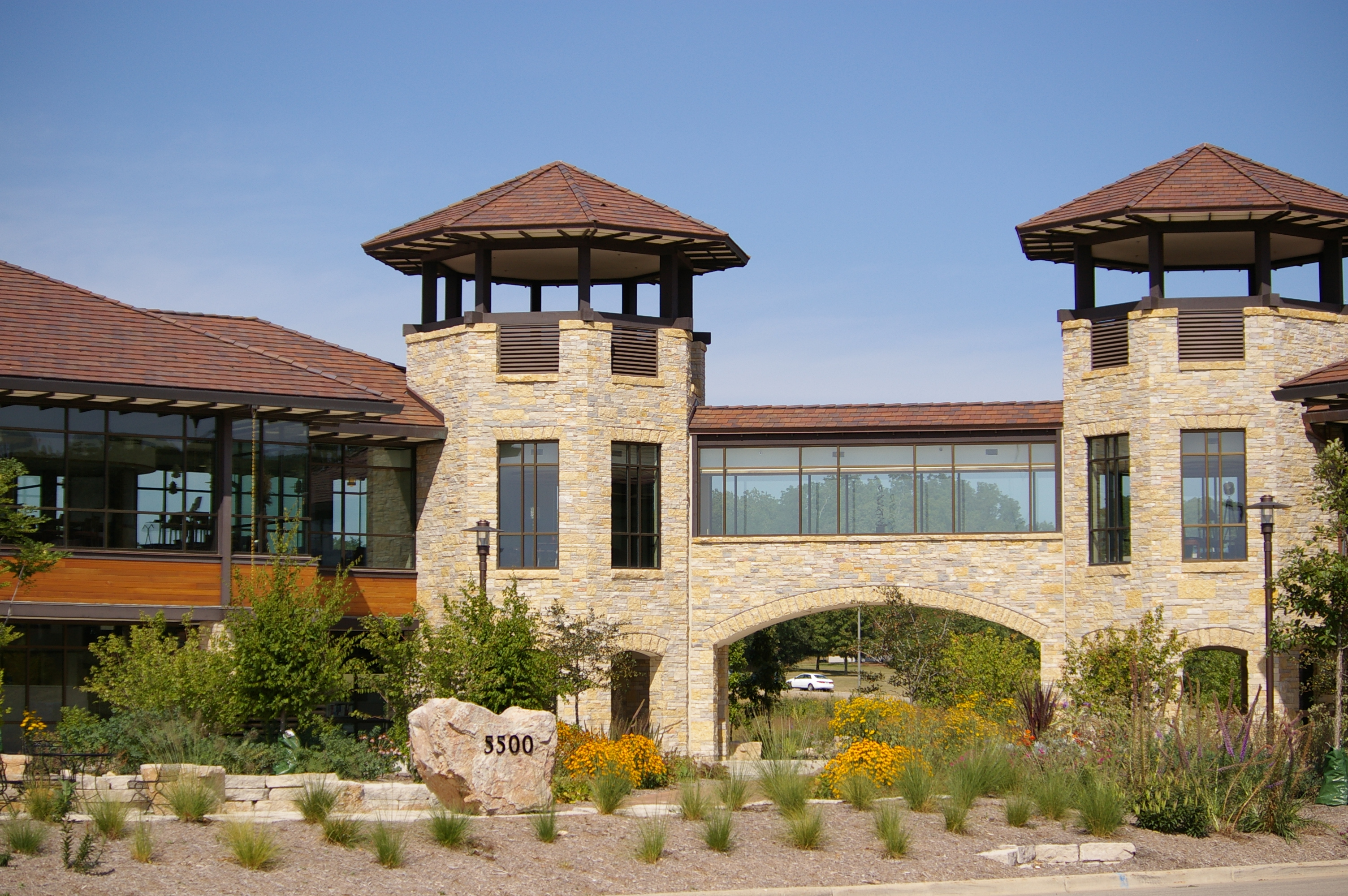
Unternehmenszentrale in Madison

Die Promega Corporation ist ein US-amerikanisches Unternehmen mit Hauptsitz in Madison, Wisconsin (USA). Promega entwickelt und vertreibt Technologien sowie Produkte für den Einsatz in den Life-Sciences. Zu den Anwendern zählen Forschungseinrichtungen in der akademischen und staatlichen Forschung, forensische Labore, pharmazeutische Unternehmen sowie Einrichtungen der klinischen Diagnostik und Agrar- und Umweltanalytik.

## Geschichte
Das Unternehmen wurde 1978 unter dem Namen „Biotec“ in Madison, Wisconsin als Anbieter von Restriktionsenzymen von Bill Linton gegründet. 1983 wurde der Name in Promega Biotec und 1987 schließlich in Promega geändert.
Im Jahr 1985 gründete die Promega Corp. zusammen mit zwei chinesischen Partnern die Sino-American Biotechnology Corporation (SABC), das erste chinesisch-amerikanische Biotechnologie-Joint-Venture in China.
Im August 2009 übernahm Promega den Hersteller von Lumineszenz- und Fluoreszenzmessgeräten, „Turner Biosystems“.
Das Unternehmen hat ein Lagersystem entwickelt, das die Radio-Frequency-Identification-Technik nutzt, um Produkte aus dem System auszubuchen. Die Raumtemperatur- und Gefrierschränke stehen direkt beim Kunden. Die Entwicklung führte zur Gründung und Ausgliederung des Unternehmens „Terso Solutions, Inc“, das diese Lagereinheiten entwirft und herstellt. 2010 wurde die Terso GmbH als Tochtergesellschaft der Terso Solutions in Deutschland gegründet. Sie ist für den Vertrieb der Systeme im europäischen und asiatischen Markt zuständig.
Der Unternehmensgründer Bill Linton gründete 2014 zusätzlich das gemeinnützige Institut Usona. Es erforscht die therapeutische Einsetzbarkeit von Psilocybin.

## Internationale Präsenz
Zurzeit existieren vier Produktionsstätten, die sich in Madison, Wisconsin (USA), San Luis Obispo, Kalifornien (USA), Shanghai (China) und Seoul (Südkorea) befinden. Das Unternehmen arbeitet in vielen Ländern mit Distributoren zusammen.

### Deutschland
Seit 1997 ist die Promega GmbH als Tochtergesellschaft der Promega Corp. in Deutschland präsent und ist dort für den Vertrieb in Deutschland, Österreich und Osteuropa zuständig. 2019 zog das Unternehmen von Mannheim nach Walldorf. Seitdem befinden sich Logistikzentrum und Verwaltung unter einem Dach. Der neue Promega-Firmensitz hat im Jahr 2021 eine Hugo-Häring-Auszeichnung des Bundes der Architekten (BDA) erhalten. Im Jahr 2003 hat das Unternehmen einen Journalistenworkshop ins Leben gerufen. Von 2003 bis 2019 vergab die Promega GmbH jährlich mit dem Wettbewerb „Hauptsache Biologie“ einen Preis für Wissenschaftskommunikation. Seit 2023 vergibt die Promega GmbH den „Young Researcher Award“ an herausragende junge Wissenschaftlerinnen und Wissenschaftler aus dem Bereich der Lebenswissenschaften. 2024 wurde dieser Preis in „Rising Researchers Scientific Innovation Award“ umbenannt.

### Frankreich
1992 wurde in Charbonnières-les-Bains bei Lyon die französische Niederlassung gegründet. Die Niederlassung ist für den Vertrieb in Frankreich, Griechenland, Zypern, Marokko, Algerien und Tunesien zuständig. 2009 wurde dort das „EuroLab“ eröffnet, ein Entwicklungs- und Trainingslabor für Wissenschaftler und Promega-Mitarbeiter aus ganz Europa.

### Großbritannien
Die britische Niederlassung wurde 1989 im Science Park der Universität Southampton in Hampshire, Großbritannien, eröffnet. Im September 2019 zog Promega UK in ein neues Büro- und Logistikgebäude um – weiterhin im Science Park der Universität Southampton. Für sein Design erhielt das Gebäude 2021 den RIBA South Award (verliehen vom Royal Institute of British Architecs).

### Italien
Die italienische Niederlassung ging 1998 aus dem Distributor „MMedical“ hervor und sitzt in Mailand.

### Niederlande
Die Promega Corp. eröffnete 1984 ihre erste europäische Niederlassung in Leiden, Niederlande. Diese Niederlassung – Promega Benelux – betreut Kunden in den Niederlanden, Belgien und Luxemburg.

### Schweiz
Die Promega AG wurde in der Schweiz 1991 unter dem Namen Catalys AG gegründet. Als Tochtergesellschaft von Promega Corp. bietet die Schweizer Niederlassung in Dübendorf zusätzlich und komplementär zu Produkten von Promega Corp. auch Labor- und Analysegeräte sowie Verbrauchsmaterialien der Firma Serva GmbH an.

### Schweden
Die Promega Biotech AB ist die nordische Niederlassung von Promega und betreut Kunden in Schweden, Dänemark, Island, Estland, Grönland, den Färöern, Spitzbergen und Åland. Das Unternehmen wurde Anfang 2008 gegründet und hat seinen Sitz in Nacka, nahe Stockholm. Der Vertrieb erfolgt sowohl direkt als auch über lokale Distributoren.

### Spanien
Die spanische Niederlassung, Promega Biotech Ibérica, S.L., besteht seit Januar 2005, hat seinen Sitz in Alcobendas und ist zuständig für Spanien und Portugal.

### Südamerika
Promega Brasil Ltda. (in São Paulo) ist zuständig für den brasilianischen Markt.

### Asien
Hier betreut Promega (Beijing) Biotech Co., Ltd mit Sitz in Beijing den chinesischen Markt. In Neu-Delhi sitzt Promega Biotech India Private Ltd. – zuständig für den indischen Markt. Promega KK in Tokio betreut den japanischen Markt, in Südkorea (Seoul) ist Promega Korea, Ltd. zuständig und Kunden in Südostasien werden von Promega Pte Ltd. (mit Sitz in Singapur) betreut.

### Australien
Promega Australia in Sydney ist zuständig für den australischen Markt.

## Produkte und Technologien
Das Produktportfolio des Unternehmens umfasst eine breite Palette von Einzelkomponenten wie Enzyme, Nukleotide und Pufferlösungen sowie komplette Systeme für die Analyse und Probenvorbereitung.

### Genomics
In diesem Bereich bietet Promega unter anderem Produkte für die Nukleinsäureextraktion, PCR/qPCR sowie komplette Klonierungssysteme an.

### Genetische Identität und Forensik
Promega und Applied Biosystems arbeiteten 2023 mit dem FBI und anderen kriminaltechnischen Laboren zusammen, um die Haupt-Loci für das Combined DNA Index System (CODIS), mit dem in Nordamerika forensische DNA untersucht wird, auszuwählen.
2025 erhielt das PowerPlex® 35GY System als erstes 8-Farben-STR-Kit die Zulassung des FBI für den Einsatz im US-amerikanischen National DNA Index System (NDIS).

### Protein- und Zellanalytik
Das Unternehmen bietet in diesem Bereich Produkte für die Proteinexpression, Proteininteraktion sowie Proteinreinigung und Massenspektrometrie an.

### Geräte und Automatisierung
Promega bietet verschiedene Laborgeräte und automatisierte Systeme an, die für die molekularbiologische und biochemische Forschung konzipiert sind. Der Schwerpunkt liegt auf der Automatisierung von Routineprozessen wie der Nukleinsäureextraktion, der Reporteranalyse sowie der Proteincharakterisierung.